# Krigsråd Mørks Minde
Krigsråd Mørks Minde, der er beliggende i Lille Kannikestræde 4, er en velgørenhedsorganisation med billig bolig for enker og ugifte kvinder fra de højere klasser i København, Danmark, oprettet af Emilie Henriette Mørk (Mørch) i 1864–65 til minde om hendes far, Claudius Mørch, som blev tildelt titlen krigsråd. Den nyklassicistiske bygning er opført af murermester Christian Aagaard i 1830-31. Den blev opført i det danske register over fredede bygninger og steder i 1950. Blandt de tidligere beboere kan nævnes skuespiller Ludvig Phister, kogebogsforfatter Anne Marie Mangor, maler Emil Carlsen og professor Nicolai Christopher Kall Rasmussen.